# 国鉄トラ20000形貨車
国鉄トラ20000形貨車（こくてつトラ20000がたかしゃ）は、かつて日本国有鉄道（国鉄）に在籍した無蓋貨車である。

## 概要
1943年（昭和18年）に製造された、17トン積み二軸無蓋車で、300両が新製された。そのほか、太平洋戦争中の輸送力増強のため、15トン積みのトム11000形およびトム50000形に増トン改造を実施して本形式に編入したものが6,000両あまりある。改造編入車は、本形式同様に蝶番高さの移動等大掛かりな改造を施した本格改造車と、妻板とあおり戸の上方に折りたたみ式の側板を追加する簡易改造車に分かれており、戦後、簡易改造車はトムに復元された。新製車の一部も戦後減トン改造を行って、トム25000形とされているほか、トラのまま残った車両も、更新修繕に際してトラ23000形に改称されている。

## 新製車
1943年（昭和18年）に300両（トラ20000 - トラ20299）が、日本車輌製造本店および汽車製造支店で新製されたものである。製造はこの1回のみで終了し、以後は戦時設計車であるトキ900形の量産に移行した。
本形式は、戦時の輸送力増強と資材節約に資するため、長さを15トン積のトムと同じ長さとし、最小限の資材で妻板とあおり戸を上方に延長して17トン積みとする構想で設計された。あおり戸は、トム50000形のあおり戸高さ850 mmを15分の17倍した965 mmとされた。あおり戸高さを増した関係で、蝶番の位置は、地面との接触を避けるためトムより56mm高くされており、本形式の基本構造は、戦後量産されたトラ35000形を嚆矢とする「コトラ」グループに引き継がれている。
荷台の内法は、長さ7,200 mm、幅2,500 mm、あおり戸高さ965 mm、妻板高さ1,757 mm、床面積18.0 m2、容積41.4 m3で、車体は木製である。あおり戸は片側2枚で、中央部の側柱は取り外し式となっている。その他の主要諸元は、全長8,100 mm、全幅2,738 mm、軸距4,100 mmである。
走り装置は一段リンク式で、最高運転速度は65 km/hである。

## 改造編入車
トム11000形1,721両およびトム50000形6,790両の全車8,511両を改造する計画とされ、番号については、トム11000形改造車は原番号に10,000を加えてトラ21000 - トラ22720、トム50000形改造車は原番号から10,000を減じてトラ40000 - トラ46789が割当てられた。実際の改造は、資材と労働力の不足から中途に終わり、多数の欠番が生じた。本形式の1945年（昭和20年）末の在籍両数は6,570両で、これから新製車である300両を減じた6,270両以上、計画の4分の3弱が改造されたことになる。

### 本格改造車
極力新製車グループと同等となるように改造されたグループである。トムのあおり戸の4枚側板の上から1枚目と2枚目の間に幅120 mmの板を挿入し、それにともなってあおり戸が地面に接触するのを防ぐため、蝶番を高い位置に付け直した。新製車とは蝶番板のボルト個数が不等隔の9個（新製車は10個）であることにより区別できる。また、種車の関係上、全長が44 mm短い（8,056 mm）ため、幅を20 mm拡大し2,500 mmとしている。
このグループは、戦後も復元されることなく使用されたが、番号が21000から46789までに分散してしまったため、1949年（昭和24年）度に番号整理のため新製車の続番のトラ20300以降に改番され、さらに1956年（昭和31年）の整備改造により新製車とともにトラ23000形に形式変更された。

### 簡易改造車
本格改造車は、蝶番の移設を伴うなど改造の工数が多いため、1943年4月から、それをより簡略化した方法で増トンできるようにする方法が考案され、実施された。具体的には、種車のあおり戸や蝶番はそのまま、上縁部に高さ130 mmの折りたたみ式側板を追加するという手法であり、追加の側板は内側にヒンジを設けて積荷の逸失を防いだ。また、トム50000形のうち落成が1943年4月以降にずれ込んだ135両（トム55940 - トム55989, トム56505 - トム56589）は、製造中に改造を受け、トラ45940 - トラ45989, トラ46505 - トラ46589として落成した。
戦後は、あまりにも構造的に無理のある継ぎ足し改造だったこともあり、1947年（昭和22年）度から1949年（昭和24年）度末までに残存の全車が復元され、原形式番号に復した。

## トム25000形
トム25000形は、トラ20000形新製車のうち100両を、1956年（昭和31年）に実施された更新修繕の際、あおり戸と妻板の高さを低くして、15トン積みに減トン改造を行ったものである。番号はトム25000 - トム25099。そもそもトラ20000形は、トムの台枠はそのままに、あおり戸と妻板のかさ上げを行ったものであり、17トン積みのトラとしては台枠構造は脆弱である。その台枠の負担軽減がこの改造の理由と推定される。あおり戸高さは850 mm、妻板高さは1,150 mm、荷台内法の長さは7,200 mm、幅は2,500 mm、床面積18.0 m2、容積は39.6 m3である。下回りは、トラ時代と変更はない。
1965年（昭和40年）度から廃車が始まり、1968年（昭和43年）度末には9両が在籍していた。1968年（昭和43年）10月1日国鉄ダイヤ改正では高速化不適格車とされ、「ロ」車として北海道内に封じ込められた。形式消滅は、1970年（昭和45年）度である。

## トラ23000形
トラ23000形は、1956年（昭和31年）に実施された更新修繕にともない、トム25000形に改造されなかった新製車183両と本格改造車148両の計331両をトラ23000形（トラ23000 - トラ23344。欠番14両あり）に形式変更したものである。番号は、新製車グループがトラ23000 - トラ23182、本格改造車グループがトラ23183 - トラ23344で、同時に通常貨物の場合は15トン積み、特定重量貨物の場合は17トン積みとする複数荷重制度の対象となり、「コトラ」の標記がなされた。
本形式は、1964年（昭和39年）から1965年（昭和40年）度にかけて、197両が木材チップ用物資別適合貨車トラ90000形（トラ90000 - トラ90196）に改造されて大きく数を減らし、1968年度末にはわずか15両が在籍するのみとなり、1970年度に形式消滅した。末期は「ロ」車として北海道内封じ込めであったと思われる。トラ90000形となったものも、1968年10月ダイヤ改正で高速化不適格とされ、トラ190000形に改称のうえ北海道内に封じ込められ、1974年（昭和49年）度に全廃となった。

## その他の形式間改造
余剰車が、1957年（昭和32年）にチ1000形長物車、1960年にトラ40000形無蓋車の改造種車とされているが、実際は車軸や連結器等の一部部品を流用した程度であり、走り装置や車体はほぼ新製されている。

## 譲渡

### 高松琴平電気鉄道
1948年（昭和23年）8月2日に、1両（トラ22129）が高松琴平電気鉄道に譲渡され、13000形（1320）となった。当車は車軸を交換して標準軌に改軌されている。11000形同様に電車用の制御車とされる計画があったが、部品不足により延期となり、そのまま立ち消えとなった。当車は、1956年（昭和31年）に廃車となっている。

### 三井芦別鉄道
1950年（昭和25年）12月26日に、1両（トラ44809）が三井芦別鉄道に譲渡され、トラ8となった。